# Xyroa nitida
Xyroa nitida är en skalbaggsart som beskrevs av Britton 1987. Xyroa nitida ingår i släktet Xyroa och familjen Melolonthidae. Inga underarter finns listade i Catalogue of Life.